# Bothwell
Bothwell es una localidad situada en el concejo de South Lanarkshire, en Escocia (Reino Unido), con una población estimada a mediados de 2016 de 6380 habitantes.
Se encuentra ubicada en la zona centro-sur de Escocia, al sureste de Glasgow y al suroeste de Edimburgo.